# رالف نوكس
رالف نوكس هو سياسي كندي، ولد في 1905 في كندا، وتوفي في 24 مارس 1981 في كندا. حزبياً، نشط في حزب أونتاريو المحافظ التقدمي. وقد انتخب عضو برلمان مقاطعة أونتاريو.